# Bistum Trapani
Das Bistum Trapani (lateinisch Dioecesis Drepanensis, italienisch Diocesi di Trapani) ist eine auf Sizilien gelegene Diözese der römisch-katholischen Kirche in Italien mit Sitz in Trapani.
Es gehört zu der Kirchenprovinz Palermo der Kirchenregion Sizilien und ist ein Suffraganbistum des Erzbistums Palermo.

## Geschichte
Das Bistum Trapani wurde am 31. Mai 1844 aus einem Teil des Territoriums des Bistums Mazara del Vallo errichtet. Ebenso wie dieses war es ein Suffraganbistum des Erzbistums Monreale. Als die Kirchenprovinz Monreale am 2. Dezember 2000 aufgelöst wurde, wurde das Bistum der Kirchenprovinz Palermo zugeordnet.

## Weblinks

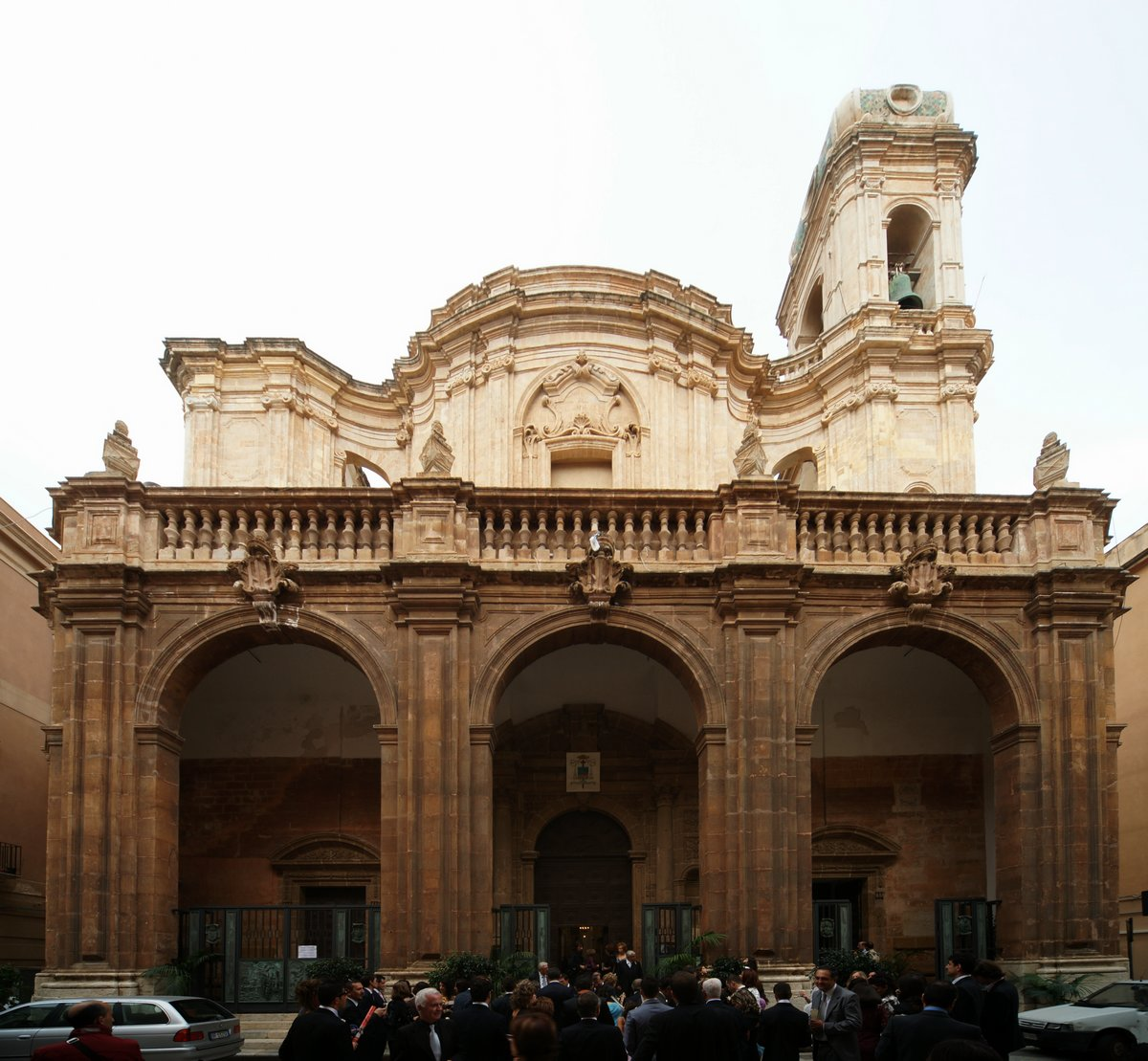
Kathedrale Trapani